# 1,4-二乙炔基苯
1,4-二乙炔基苯是化学式为C10H6的炔烃，外观呈无色固体。

## 合成与反应
1,4-二乙烯基苯在氯仿里溴化后会产生1,4-二(1,2-二溴乙基)苯，后者与叔丁醇钾在叔丁醇里反应即可得到1,4-二乙炔基苯。
1,4-二乙炔基苯的氢化反应会产生1,4-二乙烯基苯。在氯化亚铜、氯化铵、氧气存在下，1,4-二乙炔基苯可发生缩合反应，生成低聚物。其外观为橙红色粉末，不溶于水和有机溶剂。它还可与镍、钯形成配合物。

## 应用研究
目前有研究将1,4-二乙炔基苯用作火箭燃料分散剂。